# Платт (остров)
Платт (англ. Platte Island, фр. Île Platte) — остров, входящий в Южную Коралловую группу Внешних Сейшельских островов. Расположен в 119 км к югу от острова Маэ.

## География
Длина острова Платта с севера на юг составляет около 1250 м, с востока на запад — 250—550 метров. Площадь 0,65 км².
Барьерный риф продолжается 5 км на севере, 0,8 км на востоке и 2,4 км к югу от Платта, что делает его псевдо-атоллом. Барьерные рифы и лагуна совершенно гладкие, поэтому посадка на остров лёгкая и безопасная. Затопленный обод рифа простирается в 12 км к западу и 18 км к югу от острова, очевидно, это остатки затонувших атоллов, занимающие площадь около 270 км².

## Население и транспорт
Остров полностью заселен и отстроен разными объектами, примерно около 100 объектов, из которых около 50 объектов представляют собой бунгало в виде устриц, а остальные по виду (сверху согласно программе Google Earth Pro, фото от 2023 года) как постройки хозяйственно-технического назначения с установленными на них солнечными батареями. Население предположительно около 70 человек  Посередине остров пересекается 900-метровым аэродромом, который простирается с севера на юг.